# Olympische Sommerspiele 2024/Rudern – Doppelvierer (Frauen)
Der Frauen-Doppelvierer im Rudern bei den Olympischen Spielen 2024 in Paris fand vom 27. bis 31. Juli 2024 statt. Schauplatz der Wettkämpfe war die Regattastrecke Stade nautique de Vaires-sur-Marne im Ort Vaires-sur-Marne, der sich östlich des Großraums Paris befindet. Titelverteidigerinnen sind die Chinesinnen, die in Tokio in der Besetzung Chen Yunxia, Zhang Ling, Lyu Yang und Cui Xiaotong die Goldmedaille gewannen.

## Titelträgerinnen
| Olympische Spiele 2020       | China              | Tokio             |
| Weltmeisterschaften 2023     | Großbritannien     | Belgrad           |
| Panamerikanische Spiele 2023 | Vereinigte Staaten | Santiago de Chile |
| Asienspiele 2022             | China              | Hangzhou          |
| Europameisterschaften 2024   | Großbritannien     | Szeged            |

## Qualifikation
Die Qualifikation erfolgte hauptsächlich über die Weltmeisterschaften 2023. Die besten sieben Nationen dort erhielten einen Quotenplatz für die Olympischen Spiele in Paris. Die verbleibenden zwei Startplätze wurden bei einer finalen Qualifikationsregatta in Luzern im Mai 2024 vergeben.

## Vorläufe
Samstag, 27. Juli 2024

### Vorlauf 1
| Rang | Bahn | Nation              | Athletinnen                                                                        | Zeit (min) | Qualifikation |
| ---- | ---- | ------------------- | ---------------------------------------------------------------------------------- | ---------- | ------------- |
| 1    | 1    | Niederlande         | Laila Youssifou, Bente Paulis, Roos de Jong, Tessa Dullemans                       | 6:17,12    | Finale A      |
| 2    | 5    | Ukraine             | Yevheniya Dovhodko, Kateryna Dudchenko, Daryna Verkhohliad, Anastasiya Kozhenkova  | 6:20,09    | Finale A      |
| 3    | 2    | Volksrepublik China | Chen Yunxia, Zhang Ling, Lyu Yang, Cui Xiaotong                                    | 6:22,29    | Hoffnungslauf |
| 4    | 3    | Rumänien            | Ioana Madalina Morosan, Emanuela Ioana Ciotau, Alexandra Ungureanu, Patricia Cires | 6:24,74    | Hoffnungslauf |
| 5    | 4    | Australien          | Ria Thompson, Rowena Meredith, Laura Gourley, Caitlin Cronin                       | 6:25,88    | Hoffnungslauf |

### Vorlauf 2
| Rang | Bahn | Nation             | Athletinnen                                                    | Zeit (min) | Qualifikation |
| ---- | ---- | ------------------ | -------------------------------------------------------------- | ---------- | ------------- |
| 1    | 4    | Großbritannien     | Lauren Henry, Hannah Scott, Lola Anderson, Georgina Brayshaw   | 6:13,35    | Finale A      |
| 2    | 3    | Deutschland        | Maren Völz, Tabea Schendekehl, Leonie Menzel, Pia Greiten      | 6:15,28    | Finale A      |
| 3    | 2    | Schweiz            | Fabienne Schweizer, Célia Dupré, Pascale Walker, Lisa Lötscher | 6:16,91    | Hoffnungslauf |
| 4    | 1    | Vereinigte Staaten | Grace Joyce, Emily Delleman, Teal Cohen, Lauren O’Connor       | 6:27,35    | Hoffnungslauf |

## Hoffnungslauf
Montag, 29. Juli 2024
| Rang | Bahn | Nation              | Athletinnen                                                                        | Zeit (min) | Qualifikation |
| ---- | ---- | ------------------- | ---------------------------------------------------------------------------------- | ---------- | ------------- |
| 1    | 3    | Schweiz             | Fabienne Schweizer, Célia Dupré, Pascale Walker, Lisa Lötscher                     | 6:26,82    | Finale A      |
| 2    | 2    | Volksrepublik China | Chen Yunxia, Zhang Ling, Lyu Yang, Cui Xiaotong                                    | 6:28,72    | Finale A      |
| 3    | 5    | Australien          | Ria Thompson, Rowena Meredith, Laura Gourley, Caitlin Cronin                       | 6:32,65    | Finale B      |
| 4    | 4    | Rumänien            | Ioana Madalina Morosan, Emanuela Ioana Ciotau, Alexandra Ungureanu, Patricia Cires | 6:33,84    | Finale B      |
| 5    | 1    | Vereinigte Staaten  | Grace Joyce, Emily Delleman, Teal Cohen, Lauren O’Connor                           | 6:34,04    | Finale B      |

## Finale

### A-Finale
Mittwoch, 31. Juli 2024

Anmerkung: zur Ermittlung der Plätze 1 bis 6
| Rang | Bahn | Nation              | Athletinnen                                                                       | Zeit (min) |
| ---- | ---- | ------------------- | --------------------------------------------------------------------------------- | ---------- |
| 1    | 4    | Großbritannien      | Lauren Henry, Hannah Scott, Lola Anderson, Georgina Brayshaw                      | 6:16,31    |
| 2    | 3    | Niederlande         | Laila Youssifou, Bente Paulis, Roos de Jong, Tessa Dullemans                      | 6:16,46    |
| 3    | 5    | Deutschland         | Maren Völz, Tabea Schendekehl, Leonie Menzel, Pia Greiten                         | 6:19,70    |
| 4    | 6    | Schweiz             | Fabienne Schweizer, Célia Dupré, Pascale Walker, Lisa Lötscher                    | 6:20,12    |
| 5    | 2    | Ukraine             | Yevheniya Dovhodko, Kateryna Dudchenko, Daryna Verkhohliad, Anastasiya Kozhenkova | 6:23,05    |
| 6    | 1    | Volksrepublik China | Chen Yunxia, Zhang Ling, Lyu Yang, Cui Xiaotong                                   | 6:27,08    |

### B-Finale
Mittwoch, 31. Juli 2024

Anmerkung: zur Ermittlung der Plätze 7 bis 9
| Rang | Bahn | Nation             | Athletinnen                                                                        | Zeit (min) |
| ---- | ---- | ------------------ | ---------------------------------------------------------------------------------- | ---------- |
| 7    | 1    | Rumänien           | Ioana Madalina Morosan, Emanuela Ioana Ciotau, Alexandra Ungureanu, Patricia Cires | 6:29,64    |
| 8    | 2    | Australien         | Ria Thompson, Rowena Meredith, Laura Gourley, Caitlin Cronin                       | 6:30,85    |
| 9    | 3    | Vereinigte Staaten | Grace Joyce, Emily Delleman, Teal Cohen, Lauren O’Connor                           | 6:31,71    |